# Monacrosporium guizhouense
Monacrosporium guizhouense är en svampart som beskrevs av K.Q. Zhang, Xing Z. Liu & L. Cao 1996. Monacrosporium guizhouense ingår i släktet Monacrosporium och familjen vaxskålar.   Inga underarter finns listade i Catalogue of Life.